# 全国特別支援学校長会
全国特別支援学校長会（ぜんこくとくべつしえんがっこうちょうかい）は、東京都文京区湯島1-5-28　ナーベルお茶の水　207号室に本部を置く特別支援学校の校長、教育機関の代表者等の団体である。特別支援教育に関する調査研究、振興を目的とする。

## 沿革
- 1963年10月29日 - 全国特殊学校長会設立
- 2007年4月1日 - 全国特別支援学校長会に改称

## 会員
- 全国盲学校長会
- 全国聾学校長会
- 全国知的障害養護学校長会
- 全国肢体不自由養護学校長会
- 全国病弱養護学校長会